# Ebaeides grouvellei
Ebaeides grouvellei är en skalbaggsart som först beskrevs av Belon 1891.  Ebaeides grouvellei ingår i släktet Ebaeides och familjen långhorningar. Inga underarter finns listade i Catalogue of Life.